# Акопов Артанес Беглярович
Артанес (Аршанес) Беглярович Акопов (1903, місто Баку, тепер Азербайджан — розстріляний 21 квітня 1938) — вірменський азербайджанський радянський діяч, секретар ЦК КП(б) Вірменії із постачання, 2-й секретар ЦК КП(б) Азербайджану.

## Життєпис
Народився в родині робітника-муляра. У 1917 році закінчив гімназію в місті Баку.
У 1918 році — секретар Астраханського губернського відділення Центрального управління обліку, розподілу та розповсюдження друкованих творів (Центродрук).
З 1919 по 1920 рік служив червоноармійцем, політичним керівником (політруком) РСЧА в місті Астрахані. У 1919 році вступив до комсомолу.
Член РКП(б) з 1920 року.
У 1920 році — інструктор політичного відділу в місті Баку. У 1921 році — начальник частини політичної освіти Бакинського губернського відділу політичної освіти; начальник політичних курсів радянської молоді Сходу в Баку. У 1922 році — заступник секретаря президії Ради молоді в Баку.
У 1923 році — військовий комісар Центрального управління постачання Кавказької Червонопрапорної армії. У 1923—1924 роках — військовий комісар полку Азербайджанської стрілецької дивізії Кавказької Червонопрапорної армії.
У 1924—1925 роках — начальник та військовий комісар військово-політичної школи РСЧА в Баку.
У 1926—1927 роках — військовий комісар та начальник політичного відділу Азербайджанської стрілецької дивізії Кавказької Червонопрапорної армії.
У 1927—1928 роках — слухач Вищих військово-політичних академічних курсів вищого командно-політичного складу РСЧА.
У 1929—1931 роках — військовий комісар та начальник політичного відділу Вірменської стрілецької дивізії Кавказької Червонопрапорної армії.
У грудні 1931 — вересні 1932 року — секретар ЦК КП(б) Вірменії із постачання.
У жовтні 1932 — лютому 1933 року — завідувач відділу агітації та масових кампаній Бакинського міського комітету КП(б) Азербайджану.
У лютому — грудні 1933 року — 1-й секретар Сталінського районного комітету КП(б) Азербайджану міста Баку.
10 грудня 1933 — березень 1934 року — 2-й секретар Бакинського міського комітету КП(б) Азербайджану.
У березні 1934 — січні 1936 року — 1-й секретар Мікояновського районного комітету КП(б) Азербайджану міста Баку.
31 січня 1936 — 1 (22) жовтня 1937 року — 2-й секретар ЦК КП(б) Азербайджану.
У вересні 1937 року заарештований органами НКВС, 1 жовтня 1937 року виключений із партії. Засуджений до страти, 21 квітня 1938 року розстріляний.
Посмертно реабілітований.